# Radio MK

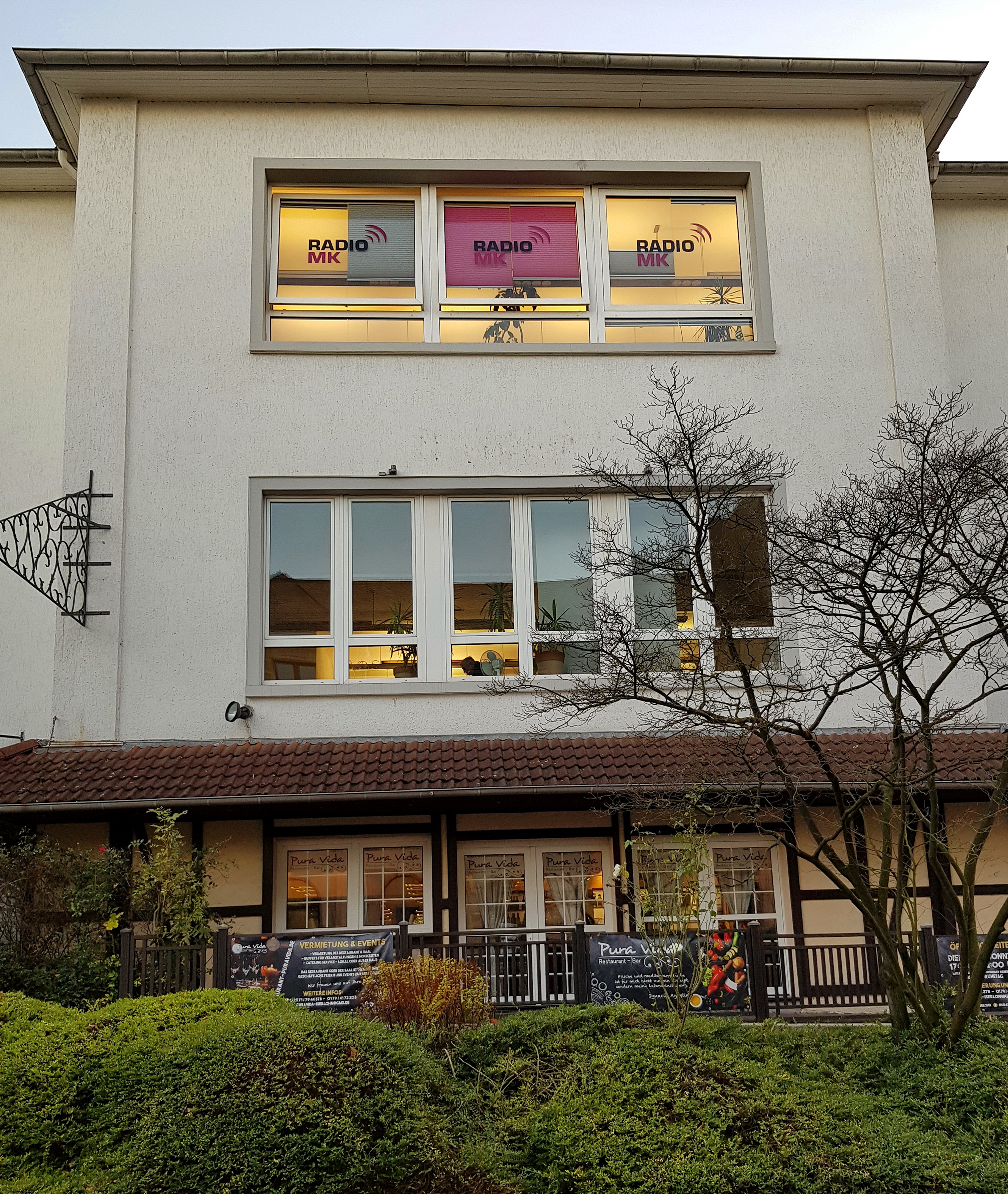
Funkhaus in der „Harmonie“, Poth 1.

Radio MK mit Sitz in Iserlohn ist das Lokalradio für den Märkischen Kreis. Es ging am 13. Mai 1990 als drittes NRW-Lokalradio auf Sendung.

## Programm
Täglich werden in den Radio MK-Studios in Iserlohn 8 Stunden Programm produziert (Mo–Fr 6–10 Uhr: „Die Guten Morgen Macher“ und von 14–18 Uhr: „Lucias Nachmittag“. Am Wochenende liegen die lokalen Sendezeiten zwischen 9 und 12 Uhr); außerdem sendet Radio MK Spezialsendungen wie die Eishockey-Sendung „Arena Live“ und den „In the Mix“ mit DJ Enrico Ostendorf.
In der restlichen Zeit übernimmt Radio MK das Rahmenprogramm von Radio NRW. Lokalnachrichten für den Kreis und die Region gibt es werktags stündlich von 5:30 Uhr bis 19:30 Uhr. Die Lokalnachrichten samstags und sonntags kommen ebenfalls stündlich um 8:30 Uhr bis 12:30 Uhr.
Seit 2015 sendet Radio MK aus den neu eingerichteten Studios im Funkhaus in der Harmonie in der Iserlohner Innenstadt. Bis Mai 2015 sendete Radio MK aus dem Funkhaus an der Isenburg in der Vinckestraße. Davor, bis 1995, aus dem Funkhaus am Nolten im 1783 erbauten Scheiblerschen Palais.
Zum Programm gehört auch das Bürgerradio. Gesetzlich vorgeschrieben ist – gemessen an der täglichen Sendezeit – eine Stunde pro Tag (montags bis samstags ab 21 Uhr, sonntags ab 19 Uhr). Die Sendungen werden nicht von der Radio MK-Redaktion erstellt und produziert, sondern von verschiedenen Radiofördervereinen wie dem Förderverein Lokalfunk Iserlohn (FöLok), Studio MK oder dem Bürgerradio Süderland.

## Unternehmen
Radio MK gehört zu 75 % einem Unternehmen des Münchener Verlegers Dirk Ippen, den Rest haben die Stadt Iserlohn und der Märkische Kreis inne.
Inhaber der Sendelizenz ist die Veranstaltergemeinschaft für lokalen Rundfunk im Märkischen Kreis e. V., deren Vorsitzender ist Karsten Meininghaus. Der Geschäftsführer der Veranstaltergemeinschaft ist Friedhelm Kowalski.
Im Märkischen Kreis ist Radio MK Marktführer vor den Programmen des Hauptkonkurrenten WDR. Täglich (Mo–Fr) schalten 33 % (alle Personen ab 14 Jahre im Sendegebiet) das Programm ein.
Als Sponsor und Medienpartner fungiert Radio MK beim heimischen DEL-Club Iserlohn Roosters. Alle Auswärtsspiele im Ligenbetrieb werden in der Sondersendung „Arena live“ übertragen. Außerdem sponsert der Sender einige weitere Veranstaltungen und Einrichtungen im Kreis. Der Sender wird von der Westfälischen Werbegesellschaft für privaten Rundfunk mbH vermarktet.
Konkurrenten, die eine ähnliche Musikfarbe spielen und über die normale Antenne empfangen werden können, sind im Verbreitungsgebiet besonders Eins Live und WDR 2. Im Südkreis, in dem Radio MK Funklöcher aufweist, können auch die öffentlich-rechtlichen Sender SWR3 und hr3, sowie die großen werbefinanzierten privaten Sender RPR1 und bigFM aus Rheinland-Pfalz, sowie teilweise Hit Radio FFH aus Hessen und RTL Radio aus Luxemburg gut über die Antenne empfangen werden. In einigen Gebieten des Kreises ist zudem der UKW-Sender NRW1 zu empfangen. Über den DAB+ – Landesmux strahlen weitere DAB+ - Sender ihr Programm im Sendegebiet von Radio MK aus.

## Mitarbeiter

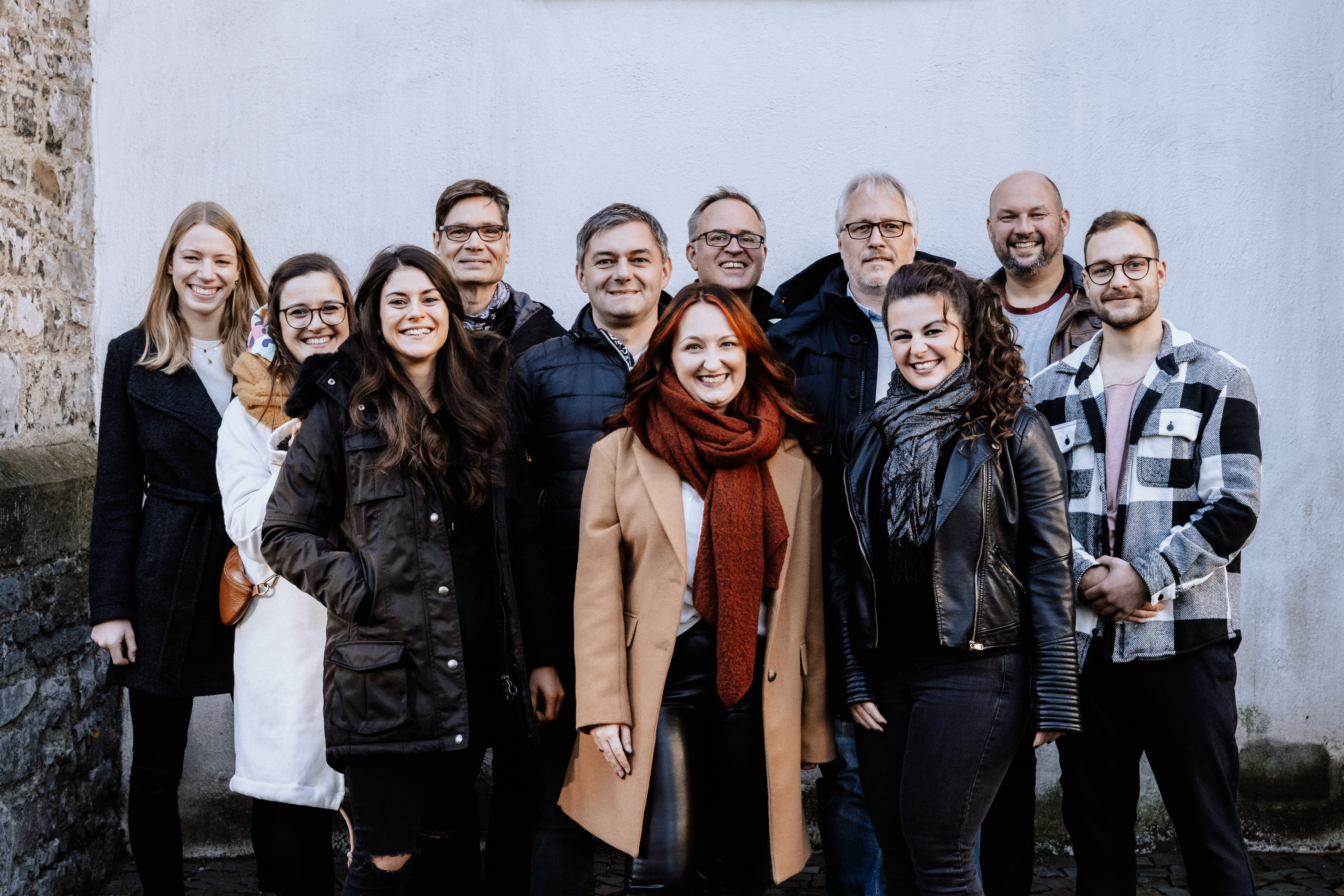
Team 2021

Chefredakteur von Radio MK ist seit Anfang 2011 Holger Jahnke. Jahnke hatte zuvor bei dem niedersächsischen Radiosender FFN gearbeitet. Sein Vorgänger war von 1996 bis Ende 2010 Andreas Heine.
Die Primetime-Sendung „Die Guten Morgen Macher“ moderieren Markus Duda und Jacqueline Schlüsener sowie Pamina Klee und Patrick Rickert. Am Nachmittag ist in der Regel Lucia Carogioiello zuhören.
Die restlichen Moderatoren sind Kiana Afrahi, Denis Fröhlecke, Freddy Kappen und Dominik Schwanengel.
Weitere Mitarbeiter sind im Nachrichtenbereich sowie anderen redaktionellen Bereichen tätig. Das Sekretariat des Senders wird von Nadine Wodaege betreut.

## Auszeichnungen
2021 hat Radio MK bei der Audiopreis-Verleihung der Landesanstalt für Medien (LfM-NRW) einen Sonderpreis für die Berichterstattung über die Flutkatastrophe 2021 erhalten.

## Empfang
Zu empfangen ist Radio MK auf folgenden UKW-Frequenzen:
- 88,3 MHz (Meinerzhagen)
- 90,8 MHz (Iserlohn-Letmathe, Nachrodt-Wiblingwerde)
- 91,5 MHz (Altena)
- 92,5 MHz (Iserlohn, Hemer, Menden)
- 94,6 MHz (Balve)
- 97,2 MHz (Neuenrade, Werdohl)
- 99,5 MHz (Plettenberg)
- 100,2 MHz (Halver, Herscheid, Kierspe, Lüdenscheid, Schalksmühle)

Radio MK ist teilweise auch über das eigentliche Sendegebiet hinaus empfangbar. Zum Empfangsgebiet gehören neben dem Märkischen Kreis auch der Raum Arnsberg, die Stadt Breckerfeld im südlichen Ennepe-Ruhr-Kreis und die östlichen Gebiete der Stadt Hagen mit dem Stadtteil Hagen-Hohenlimburg sowie der Oberbergische Kreis mit Gummersbach.
Umgekehrt ist Radio MK jedoch nicht im gesamten Verbreitungsgebiet zu empfangen. Nach wie vor gibt es Funklöcher, beispielsweise im Bereich Valbert. Im südlichen Meinerzhagen wird Radio MK auf der Frequenz 88,3 MHz durch das Programm von Radio Siegen (88,2 MHz) überstrahlt.